# Lutosa brasiliensis
Lutosa brasiliensis är en insektsart som beskrevs av Brunner von Wattenwyl 1888. Lutosa brasiliensis ingår i släktet Lutosa och familjen Anostostomatidae. Inga underarter finns listade i Catalogue of Life.